# Geoffrey Crossley
Geoffrey Crossley (n. 11 mai 1921, Derbyshire, Anglia, Regatul Unit al Marii Britanii și Irlandei – d. 7 ianuarie 2002, Oxfordshire, South East England, Anglia, Regatul Unit) a fost un pilot de Formula 1. De-a lungul carierei a luat startul în 2 curse, niciuna din pole-position. Nu a câștigat nicio cursă și nu a terminat niciodată pe podium, acumulând 0 puncte în întreaga activitate ca pilot de Formula 1.